# Fonches-Fonchette
Fonches-Fonchette ist eine französische Gemeinde mit 169 Einwohnern (Stand 1. Januar 2022) im Département Somme in der Region Hauts-de-France. Sie gehört zum Arrondissement Montdidier und zum Kanton Roye.
Fonches-Fonchette entstand 1965 durch Zusammenlegung der Gemeinden Fonches und Fonchette.

## Bevölkerungsentwicklung
| Jahr      | 1962 | 1968 | 1975 | 1982 | 1990 | 1999 | 2007 |
| Einwohner | 128  | 154  | 156  | 111  | 121  | 134  | 144  |